# Sainte-Radegonde (Charente Marittima)
Sainte-Radegonde /sɛ̃tʁadˈɡõd/ è un comune francese di 528 abitanti situato nel dipartimento della Charente Marittima nella regione della Nuova Aquitania.

## Società

### Evoluzione demografica
Abitanti censiti